# 镜蟹
镜蟹（学名：Catoptrus nitidus）为梭子蟹科镜蟹属的动物。分布于日本、夏威夷群岛、萨摩亚群岛、斐济群岛、印度尼西亚、斯里兰卡、毛里求斯、阿米兰特、科蒂维岛以及中国大陆的海南岛、西沙群岛等地，生活环境为海水，多栖息于水深10米左右的沙石底及珊瑚礁中。